# Década de 80
Séculos: (Século I a.C. - Século I - Século II)
Décadas: 30 40 50 60 70 - 80 - 90 100 110 120 130
Anos: 80 - 81 - 82 - 83 - 84 - 85 - 86 - 87 - 88 - 89